# Callum Wright
Callum Wright (Huyton, 2 maggio 2000) è un calciatore inglese, centrocampista del Plymouth.

## Carriera
È cresciuto nel settore giovanile del Leicester City, che lo ha acquistato nel 2018 dal Blackburn. Il 1º febbraio 2021 è stato ceduto in prestito al Cheltenham Town dove ha debuttato nel calcio professionistico il 16 febbraio nell'incontro di Football League Two vinto 2-1 contro il Walsall Proprio grazie ad una sua rete, la prima in carriera. Al termine della stagione, in cui ha contribuito con 4 reti in 16 partite alla vittoria del campionato, ha fatto rientro a Leicester ma poco dopo è tornato al Cheltenham anche per la stagione successiva, sempre in prestito.
Il 1º settembre 2022 è stato ceduto a titolo definitivo al Blackpool e due settimane più tardi ha debuttato in Championship nella trasferta persa 3-0 contro il Rotherham Utd. Utilizzato con poca costanza, nel mercato invernale è stato ceduto al Plymouth, con cui ha vinto il campionato di terza divisione, restando poi in rosa ai Pilgrims anche nel biennio seguente, trascorso in seconda divisione.

## Statistiche

### Presenze e reti nei club
Statistiche aggiornate al 1º febbraio 2025.
| Stagione               | Squadra                | Campionato             | Campionato | Campionato | Coppe nazionali | Coppe nazionali | Coppe nazionali | Coppe continentali | Coppe continentali | Coppe continentali | Altre coppe | Altre coppe | Altre coppe | Totale | Totale | Totale |
| Stagione               | Squadra                | Comp                   | Pres       | Reti       | Comp            | Pres            | Reti            | Comp               | Pres               | Reti               | Comp        | Pres        | Reti        | Pres   | Reti   |        |
| ---------------------- | ---------------------- | ---------------------- | ---------- | ---------- | --------------- | --------------- | --------------- | ------------------ | ------------------ | ------------------ | ----------- | ----------- | ----------- | ------ | ------ | ------ |
| gen.-giu. 2021         | Cheltenham Town        | FL2                    | 16         | 4          | FACup+CdL       | 0               | 0               | -                  | -                  | -                  | FLT         | 0           | 0           | 16     | 4      |        |
| 2021-2022              | Cheltenham Town        | FL1                    | 34         | 9          | FACup+CdL       | 1+2             | 0               | -                  | -                  | -                  | FLT         | 0           | 0           | 37     | 9      |        |
| Totale Cheltenham Town | Totale Cheltenham Town | Totale Cheltenham Town | 50         | 13         |                 | 3               | 0               |                    | -                  | -                  |             | 0           | 0           | 53     | 13     |        |
| 2022-gen. 2023         | Blackpool              | FLC                    | 10         | 0          | FACup+CdL       | 0               | 0               | -                  | -                  | -                  | -           | -           | -           | 10     | 0      |        |
| gen.-giu. 2023         | Plymouth               | FL1                    | 20         | 4          | FACup+CdL       | 0               | 0               | -                  | -                  | -                  | FLT         | 3           | 0           | 23     | 4      |        |
| 2023-2024              | Plymouth               | FLC                    | 21         | 0          | FACup+CdL       | 3+2             | 0               | -                  | -                  | -                  | -           | -           | -           | 26     | 0      |        |
| 2024-2025              | Plymouth               | FLC                    | 19         | 0          | FACup+CdL       | 1+2             | 0               | -                  | -                  | -                  | -           | -           | -           | 22     | 0      |        |
| Totale Plymouth        | Totale Plymouth        | Totale Plymouth        | 60         | 4          |                 | 8               | 0               |                    | -                  | -                  |             | 3           | 0           | 71     | 4      |        |
| Totale carriera        | Totale carriera        | Totale carriera        | 120        | 17         |                 | 11              | 0               |                    | -                  | -                  |             | 3           | 0           | 134    | 17     |        |

## Palmarès

### Club

#### Competizioni nazionali
- Campionato inglese di quarta divisione: 1

Cheltenham Town: 2020-2021
- Football League One: 1

Plymouth: 2022-2023